# 군산 매춘업소 화재
군산 매춘업소 화재는 2000년대 초 군산시에서 발생한 2건의 화재 사건을 가리킨다.

## 군산 대명동 화재
2000년 9월 19일 대명동의 성매매집결지 '쉬파리 골목'에서 발생한 화재로 감금 상태에서 성매매를 강요당했다.

## 군산 개복동 화재
2002년 1월 19일 인접한 개복동의 유흥주점에서 발생한 화재로 이들역시 감금상태에서 성매매를 강요받았다.

## 여파
성매매특별법 제정에 기여했다.